# Latour-Bas-Elne
Latour-Bas-Elne (in catalano La Torre d'Elna) è un comune francese di 2 206 abitanti situato nel dipartimento dei Pirenei Orientali nella regione dell'Occitania.

## Società

### Evoluzione demografica
Abitanti censiti